# Sporteignungstest
Nahezu sämtliche Institutionen in Deutschland, Österreich und der Schweiz, die Sportlehrer ausbilden (Universitäten, Hochschulen, Sportschulen), verlangen heute einen Sporteignungstest, auch Sporteingangsprüfung genannt, als Voraussetzung für ein Sportstudium.
Daneben führen auch Polizei, Zoll, Feuerwehr und Bundeswehr im Rahmen ihrer Auswahlverfahren zur Ausbildung spezielle Sporttests durch, um die körperliche Eignung ihrer Bewerber zu prüfen. Dabei müssen die Kandidaten berufsbedingte motorische Anforderungen erfüllen.

## Sporteignungstests für Studienbewerber
Terminologisch wird oft zwischen den Begriffen Sporteingangsprüfung und Sporteignungsprüfung unterschieden:
- Sporteingangsprüfung besagt, dass sich jeder Bewerber vor Zulassung zum Sportstudium einer fachpraktischen Prüfung unterziehen muss, die überregionale Geltung hat und nicht unbedingt an der Einrichtung des späteren Studiums absolviert werden muss.
- Sporteignungsprüfung bedeutet, dass der Bewerber den Nachweis erbringen muss, dass er über gewisse Mindeststandards einer allgemeinen körperlichen Leistungsfähigkeit und über ein breites Spektrum sportpraktischer und sporttechnischer Fertigkeiten verfügt, die ein erfolgreiches Studium des Faches erwarten lassen.

Die Prüfung der Eigenrealisation erfasst den gesamten Kanon der Grundeigenschaften wie Kraft, Schnellkraft, Schnelligkeit, Ausdauer, Beweglichkeit, Koordinationsvermögen und Grundfertigkeiten in den wichtigsten Schulsportarten wie Leichtathletik, Schwimmen, Gerätturnen, einer Mannschaftssportart und einem Rückschlagspiel.
Die objektive Leistungsmessung erfolgt über erprobte Testverfahren wie den Wiener Koordinationsparcours von Siegbert A. Warwitz und mit Hilfe von Stoppuhren, Maßband und Kriterienlisten.
Rechtlich ist der Sporteignungstest die notwendige Eignungsfeststellung für die Aufnahme des Sportstudiums. Es handelt sich dabei aber nicht um eine Aufnahmeprüfung in Form eines automatischen Anrechts auf einen Sport-Studienplatz, denn die Studienbewerber müssen in den meisten Fällen noch die hochschulinterne Zulassungsbeschränkung (numerus clausus) überwinden, um letztendlich zum Sportstudium zugelassen zu werden. Die Bescheinigung über den erfolgreich absolvierten Test bleibt in der Regel zwei Jahre lang gültig.
Die Prüfverfahren zur Feststellung der Eignung für ein Sportstudium sind weder international noch innerhalb der Bundesrepublik Deutschland einheitlich geregelt. Entsprechend schwer tun sich die Institutionen mit der gegenseitigen Anerkennung der Leistungsvoraussetzungen. Hauptursache sind die unterschiedlichen Ausrichtungen und Anforderungsprofile der einzelnen Hochschulen:
Die einen verzichten auf eigene Eignungstests und erkennen das Deutsche Sportabzeichen und das Rettungsschwimmabzeichen der DLRG als Befähigungsnachweise an (zum Beispiel die Universitäten Bielefeld oder Osnabrück). Andere fokussieren die Eignungsfeststellung auf das Abprüfen bestimmter Leistungen in ausgewählten Sportarten (zum Beispiel die Deutsche Sporthochschule Köln oder die Universitäten Kiel, Bochum und Karlsruhe). Wieder andere legen darüber hinaus auch Wert auf das Erfassen der (sportartunabhängigen) allgemeinen Funktionstüchtigkeit des Bewegungsapparats und testen die entsprechenden Grundeigenschaften zusätzlich durch wissenschaftliche Testverfahren (zum Beispiel die Universitäten Flensburg, Münster, Kassel, Gießen). In Berlin findet hingegen überhaupt kein eigenständig durchgeführter Test statt; stattdessen gilt die bestandene Prüfung einer anderen Hochschule.
Im Unterschied zu den deutschen Hochschulen, die sich weitestgehend auf die Überprüfung der fachpraktischen Eigenrealisierung beschränken, testet die schweizerische Universität Bern die Bewerber sowohl auf ihre sportartenunabhängige allgemeine Koordinationsfähigkeit, ihre technischen Fertigkeiten in ausgewählten Sportarten als auch auf ihre kognitiven Voraussetzungen für ein erfolgversprechendes Sportstudium.  
Der Sporteignungstest mit den meisten Bewerbern findet zweimal im Jahr an der Deutschen Sporthochschule in Köln statt. Der eintägige Test besteht aus 20 Einzelprüfungen, von denen 19 erfolgreich zu absolvieren sind. Für Spitzensportler gilt eine Sonderregelung. Sie dürfen in maximal zwei Teilprüfungen scheitern. Die Prüfung darf unbegrenzt wiederholt werden. Zu jeder Wiederholungsprüfung, die immer nur in Gänze und nicht in Teilgebieten stattfindet, ist eine erneute Anmeldung und Gebührenzahlung fällig. Im Februar 2015 traten in Köln 1.081 Bewerber an. Die Durchfallquote lag bei 53 %. 
Nicht erfasst werden durch die meisten Eingangsprüfungen das intellektuelle Niveau und die sportwissenschaftlichen oder sportdidaktischen Kenntnisse der Bewerber, da diese durch den numerus clausus, innerhalb dessen ggf. noch bestimmte Fächer besonders gewichtet werden, sowie in den Abschlussprüfungen (zum Beispiel Staatsexamen, Bachelor oder Master) den Schwerpunkt bilden.

## Sporteignungstests bei der Polizei
Auch im Rahmen der Bewerberauswahl zur Polizeiausbildung in Deutschland ist ein Sporteignungstest zu absolvieren. Mit unterschiedlichen Übungsformen werden dabei verschiedene körperliche Fähigkeiten überprüft: Koordination, Beweglichkeit, Schnelligkeit, Ausdauer, Kraft und gelegentlich auch Schwimmfähigkeit.
Die 16 Landespolizeien und die Bundespolizei konzipieren eigene Sporteignungstests, wobei jedoch viele Prüfungsteile – u. a. der Cooper-Test oder der Kasten-Bumerang-Test – in gleicher oder vergleichbarer Form eingesetzt werden. Für jeden Prüfungsteil gelten bestimmte Mindestanforderungen, die zur weiteren Teilnahme am Auswahlverfahren zwingend erfüllt werden müssen.
Aus den Einzelergebnissen der Übungen errechnet sich schließlich eine Gesamtnote bzw. eine Punktsumme, aufgrund welcher der Bewerber in eine Rangliste eingeordnet wird.